# Гимн Приднестровской Молдавской Республики

## Положение о Государственном Гимне ПМР
Государственным Гимном Приднестровской Молдавской Республики является музыкальное произведение, созданное на основе музыки Б.А. Александрова, на слова Б. Парменова, Н. Божко, В. Пищенко.
Иные музыкальные редакции указанного произведения государственным гимном не являются.
Государственный гимн Приднестровской Молдавской Республики должен исполняться:
- после принесения присяги при вступлении в должность Президента Приднестровской Молдавской Республики;
- при открытии первого и закрытии последнего заседаний Верховного Совета Приднестровской Молдавской Республики каждого созыва;
- во время официальной церемонии поднятия Государственного флага Приднестровской Молдавской Республики;
- ежедневно в начале и при окончании трансляции телевизионных и радиопрограмм на государственном телевидении и радио;
- во время церемонии встречи и проводов посещающих органы Государственной власти Приднестровской Молдавской Республики с официальным визитом лиц (делегаций) иностранных государств. Государственный Гимн Приднестровской Молдавской Республики исполняется после исполнения Гимна соответствующего государства.

Государственный Гимн Приднестровской Молдавской Республики может исполняться:
- при открытии первого после перерыва и закрытии последнего заседания каждой сессии Верховного Совета Приднестровской Молдавской Республики;
- во время открытия и закрытия торжественных собраний, посвященных праздникам и знаменательным датам республики;
- во время открытия памятников и памятных знаков, имеющих общегосударственное значение;
- во время иных торжественных и протокольных мероприятий, проводимых органами государственной власти и управления, местного самоуправления, предприятиями, учреждениями, организациями и частными лицами.

Допускается исполнение Государственного гимна Приднестровской Молдавской Республики при проведении республиканских спортивных соревнований.
При публичном исполнении Государственного гимна Приднестровской Молдавской Республики присутствующие слушают его стоя.
Допускается использование вариантов музыкального изложения Государственного гимна Приднестровской Молдавской Республики в разных инструментовках и переложениях.
Гимн исполняется на русском языке.

## Текст
I
Мы славу поём Приднестровью,
Здесь дружба народов крепка,
Великой сыновней любовью
Мы спаяны с ним на века.
Восславим сады и заводы,
Посёлки, поля, города —
В них долгие славные годы
На благо Отчизны труда.
Припев:
Пронесём через годы
Имя гордой страны
И Республике свободы
Как правде, мы будем верны.
II
Мы славим родные долины,
Седого Днестра берега.
О подвигах помним былинных,
Нам слава отцов дорога.
Восславим мы всех поимённо,
Погибших за наш отчий дом.
Пред памятью павших священной
Отечеству клятву даём.
Припев 2 раза

## Переводы на украинский и молдавский языки

### Молдавский (Приднестровье)
I
Трэяскэ Нистрения-мамэ,
О царэ де фраць ши сурорь,
Чя драгосте фэрэ де сямэн
Ць-о дэруе фийче, фечорь.
Кынта-вом ливезь ши узине,
Ораше, кэтуне, кымпий,
Ку еле — ши’н зиуа де мыне
О, царэ, просперэ не фий!
Рефрен
Прин време пурта-вом
Нумеле мындрей цэрь.
Ту, Република либертэций,
Ешть крезул ын пашниче зэрь.
II
Кынта-вом ши вэй, ши колине,
Лучеферь дин Ниструл кэрунт,
Баладе’нцелепте, бэтрыне,
Че’н вякурь дестойничь не-ау врут.
Слэви-вом ероикул нуме,
'Н ачя бэтэлие кэзут
Ши’н фаца меморией сфинте
Ной цэрий журэм сэ-й фим скут!
Рефрен доуэ орь

### Украинский
I
Ми славимо край Придністров’я,
Де люди пишаються тим,
Що дружбою, ладом, любов’ю
Навіки пов’язані з ним.
Прославимо наші заводи,
Широкі лани і міста,
Тут чесно працюють народи
На благо Вітчизни труда.
Приспів
Через доли і води
Пронесемо ім’я
Ми Республіки свободи,
Хай живе тут народів сім’я
2
Ми славимо рідні долини,
Красоти Дністра берегів,
І нам не забути билини
Про подвиги наших батьків.
Прославимо всіх поіменно
Полеглих за наш отчий дім,
Де пам’ять загиблих священна,
Вітчизні співаємо гімн.
Приспів 2 раза